# Osztrák Főhercegség
Az Osztrák Főhercegség (németül Erzherzogtum Österreich) a Német-római Birodalom egyik legfontosabb állama és a Habsburg Birodalom magja volt, Bécs fővárossal.
A főhercegséget megelőzte a Osztrák őrgrófság (Marchia orientalis), amelyet 1156-ban Barbarossa Frigyes császár emelt hercegséggé, amely 1282-ben a Habsburg-házhoz került. 1453-ban a császárrá választott V. Frigyes herceg főhercegséggé változtatta: ettől a kezdve minden későbbi császár Ausztria főhercegei is voltak.
1526-ban I. Ferdinánd megszerezte a Cseh Korona és a Magyar Királyság összefüggő területeit is, lerakva ezzel egy európai nagyhatalom alapjait. A Német-római Birodalom 1806-ban feloszlott, helyébe az Osztrák Császárság lépett, amelyen belül a főhercegség továbbra is fennállt, bár formálisan Felső-Ausztriára és Alsó-Ausztriára osztották fel.

## Története

### AMarchia orientalisés a Babenberg őrgrófság
A Karoling-korszakban és a kora középkorban az Osztrák Főhercegséggé váló terület központját Marchia orientalis néven ismerték, ahonnan a kivándorolt németek a 9. és a 10. században kiűzték a szláv lakosságot, és a 955-ös lechfeldi csata után a terület a Szent Római Birodalom egyik alkotóterülete lett, és 960-ban őrgrófság rangot kapott. 976-tól a területet a Babenberg-dinasztia uralta, és Ostarrîchi (Kelet Királysága) néven vált ismertté, amely Ausztria német nevének, Österreichnek a nyelvi őse.

### Osztrák Hercegség
1156-ban az őrgrófságot az I. Frigyes császár által kiadott Minus Privilegiummal Osztrák Hercegséggé emelték. A Georgenbergi Szerződést 1186. augusztus 17-én írták alá. 1278-ban I. Rudolf legyőzte II. Ottokár cseh királyt és biztosította a hercegséget a Habsburg-dinasztia számára.

### Osztrák Főhercegség
1359-ben IV. Rudolf herceg hamis Privilegium maiust állíttatott ki kancelláriájával, hogy a hercegség státuszát főhercegséggé emelje, de az akciót a Szent Római Birodalom nem ismerte el. Habsburg Ernő elsőként használta a főhercegi címet, de a főhercegséget csak 1453-ban ismerték el hivatalosan, amikor a Habsburgok V. Frigyessel (III. Habsburg Frigyes) átvették a Német-római Birodalom kormányzását. Ausztria volt az egyetlen állam, amely valaha is főhercegséggé vált, és a 16. századtól a Habsburg-ház tagjai viselték a főhercegi vagy főhercegnői címet. 1512-től a főhercegség a Szent Római Birodalom birodalmi körzetének, Ausztria császári körzetének is a központja volt, amely az osztrák örökös tartományok nagy részét magába foglalta.
1740-ben Mária Terézia Ausztria főhercegnője lett (az első és egyetlen nő, aki a címet örökölte), a Magyarország és Csehország királynője címmel együtt. Az osztrák örökösödési háború után, mivel a száli törvény miatt nem léphetett be a Római Birodalom császári tisztségébe, 1745-ben megkoronáztatta férjét, Ferencet, majd 1765-ben férje halálakor fiát, II. Józsefet, aki csak édesanyja 1780-ban bekövetkezett halála után lett Ausztria főhercege és német-római császár.

### Habsburg Birodalom
1804-ben II. Ferenc császár a Német-római Birodalomhoz tartozó területeit Osztrák Császársággá léptette elő, válaszul Napóleon Első Francia Császársága kikiáltására. A Szent Német-római Birodalom két évvel később feloszlott. 1867-ben az osztrák monarchia és a magyar nemesség kiegyezésével megszületett az Osztrák–Magyar Monarchia.
Az Ausztria Főhercegség továbbra is a birodalmon belüli koronaföldként (Kronland) létezett, bár közigazgatásilag két (Felső- és Alsó-Ausztria) főhercegségre oszlott. A főherceg címet továbbra is a császári család tagjai használták, és a főhercegség 1918-ban, az Osztrák–Magyar Monarchia bukásával és az Ausztrián és az államon belüli Alsó- és Felső-Ausztriai Szövetségi Államok létrehozásával és Magyarországgal formálisan feloszlott.

## Fordítás
- Ez a szócikk részben vagy egészben  az   Arciducato d’Austria című olasz Wikipédia-szócikk ezen változatának fordításán alapul.  Az eredeti cikk szerkesztőit annak laptörténete sorolja fel. Ez a jelzés csupán a megfogalmazás eredetét és a szerzői jogokat jelzi, nem szolgál a cikkben szereplő információk forrásmegjelöléseként.